# Prosthoporus marjoriae
Prosthoporus marjoriae är en stekelart som beskrevs av Gupta 1983. Prosthoporus marjoriae ingår i släktet Prosthoporus och familjen brokparasitsteklar. Inga underarter finns listade i Catalogue of Life.